# Sucker DJ
Sucker DJ è un singolo della rapper statunitense Dimples D., pubblicato l'11 luglio 1990 come primo estratto dal primo album in studio Dimples & Spice.

## Descrizione

### Il brano
Sucker DJ è stato originariamente scritto e prodotto dal rapper e produttore discografico statunitense Marley Marl nel 1983 per l'allora esordiente Crystal Smith, che lo ha pubblicato con lo pseudonimo di Dimples D. sotto la Party Time Records, senza riscuotere successo.
Nel 1990 il DJ olandese Ben Liebrand ha creato un remix della canzone intitolato Genie Mix: per la nuova versione infatti Liebrand ha utilizzato come base un campionamento del tema musicale della sitcom Strega per amore, scritto da Hugo Montenegro. Il remix è stato messo poi in commercio l'11 luglio dello stesso anno.

### Successo commerciale
A seguito del rilascio del remix, la canzone ha raggiunto il successo in vari paesi: in Europa è arrivato in top twenty in Germania, Paesi Bassi e Regno Unito, mentre ha ottenuto maggiore popolarità in Oceania, dove è arrivato alla vetta della classifica australiana e al secondo posto in Nuova Zelanda. Inoltre i successivi singoli di Dimples D. non hanno eguagliato i risultati di Sucker DJ, rendendo il brano una one-hit wonder; l'interprete stessa si è poi ritirata dalle scene alcuni anni dopo.

## Tracce
Testi e musiche di Buddy Kaye, Crystal Smith, Hugo Montenegro e Marlon Williams.
1. Sucker DJ (Genie Mix) – 5:34
2. Sucker DJ (Radio Edit) – 3:40
3. Sucker DJ (Original Rap Version) – 5:00
4. Sucker Drums – 3:52
5. Sucker DJ (Sucker 7" Edit) – 3:52

## Classifiche
| Classifica (1990) | Posizione massima |
| ----------------- | ----------------- |
| Australia         | 1                 |
| Austria           | 10                |
| Belgio (Fiandre)  | 25                |
| Germania          | 16                |
| Italia            | 10                |
| Nuova Zelanda     | 2                 |
| Paesi Bassi       | 8                 |
| Regno Unito       | 17                |